# Elleguna
Elleguna is een geslacht van spinnen uit de  familie van de Stiphidiidae.

## Soorten
- Elleguna major Gray & Smith, 2008
- Elleguna minor Gray & Smith, 2008